# Андріївка (Нехворощанська сільська громада)
Андрі́ївка — село в Україні, у Нехворощанській сільській громаді Полтавського району Полтавської області. Населення становить 590 осіб. 

## Географія
Село Андріївка примикає до села Соколова Балка. Селом протікає пересихаючий струмок Соколова балка (початок річки Суха Маячка) з загатою.

## Голодомор 1932—1933
Село постраждало внаслідок геноциду українського народу, проведеного урядом СССР 1932—1933 та 1946—1947. Збереглися свідчення Тамари Павлівни Сірман-Денисенко, яка пережила Голодомор у Андріївці:
| У нашому селі був страшний голод, односельчани пухли з голоду і помирало на день 10-15 чоловік. У школі учням давали гарячі сніданки. Були дні, коли в хаті було не палено, великі сніги. Дітей на вулицю не випускали, тому що їх ловили і їли. Батьки їли своїх дітей. Їли для того, щоб діти не бідували. Була страшна біда. Це був штучний голодомор. Моя мати під час голодомору працювала в радгоспі в пекарні, отож ми виживали з того пайку, що приносила мати. Хто працював у радгоспі, ніхто не помер. Директором радгоспу був Шульга Іван Дмитрович, який стояв за людьми і людей не наказував. ... |

## Економіка
- ТОВ «Ім. Шевченка».

## Об'єкти соціальної сфери
- Андріївський ліцей Полтавської обласної ради.
- Клуб.

## Відомі люди

### Народились
- Безверхий Олексій Гнатович — радянський військовий льотчик, Герой Радянського Союзу.

## Також
- Перелік населених пунктів, що постраждали від Голодомору 1932—1933 (Полтавська область)